# Михалково
Михалково е село в Южна България. То се намира в община Девин, област Смолян.

## География
Село Михалково се намира в планински район. През него минава пътят за Девин.

## История
Михалково е старо българско селище, съществувало още преди падането на България под османска власт. Най-ранните сведения за селото се съдържат в подробния дефтер „Тахрир дефтер 77“ от 1516 г., съхраняван в Истанбулския османски архив към Генералната дирекция на държавните архиви на Република Турция. Споменава се под името „Михалкова“ (Istanbul – BOA, TD 77, s.768 – фотокопие от дефтера има и в ОО на НБКМ-София). Всички жители на селото, описани през 1516 г., са само българи-християни.
Сведения за селото има и в други османски документи от ХVІ-ХVІІв. В иджмал регистър от 1519 г. се среща като „Село Михалкова“ (BOA, TD 73, s.121 – истанбулски архив, няма го в България). В грамадния иджмал дефтер на цялата Османска империя от 1530 г. се среща като „Село Михалива“ (BOA, TD 370, s.93 – копие в НБКМ-София). През 1570 г. отново е описано под името „Михалкова“ (BOA, TD 494, s.563 – копие в НБКМ-София). Във втория джелекешански регистър от 1596 г. (BOA, MAD 14590), съхраняван в Истанбул, селото отново е посочено под името „Михалкова“.
През 1872 година в селото има 50 къщи. От 1878 до 1886 година то попада в т. нар. Тъмръшка република. През 1920 година в селото живеят 290 души, през 1946 – 434 души, а през 1965 – 987 души.
Според Любомир Милетич към 1912 година населението на село Михалково се състои от помаци.

## Религии
Населението е съставено от християни, изповядващи източно православие и от помаци, изповядващи сунитски ислям. В селото е издигнат православният храм „Свети Архангел Михаил“.

## Обществени институции
- Кметство на село Михалково
- Здравен пункт
- Читалище „Родопска обнова“

## Културни и природни забележителности
На 900 м източно от селото срещу течението на протичащата през селото река Чурековска извира единственият в България извор на естествено газирана минерална въглекисела вода „Михалково“. Минералният извор в Михалково е открит през 1936 г. като планински ручей, отличаващ се по вкус и мирис от обикновената вода. Температурата на водата при извора е около 28 градуса. Водата е благоприятна за лечение на заболявания на сърдечно-съдовата, храносмилателната, нервната система и на ендокринни-обменни заболявания. През 2008 г. „Михалково“ пуска на пазара нов продукт – изворна вода „Михалково“, за което притежава разрешително за водоползване на извор „Персенк“, от който се бутилира изворна вода „Михалково“. Водата от извор „Персенк“ е с много ниска минерализация, което я прави подходяща за ежедневна употреба от всички възрастови групи.
На 16 км от селото се намира хижа „Персенк“, а от нея има много планински маршрути към връх Персенк (2091 м.н.в.), връх Модър, Чудните мостове, курортен комплекс Пампорово, хижа „Изгрев“.
Северно от селото, непосредствено под къщите на новия квартал, започва чашката на язовир Въча, а стената му е на 17 км на север. Южно от селото се намира хидровъзел Цанков камък.